# Попаснянський район (1962—2020)
Попасня́нський райо́н (до 1977 року — Лисича́нський) — колишній район у південно-західній частині Луганської області, районним центром було місто Попасна. Ліквідовано у 2020 році.

## Географія

### Розташування
Попаснянський район розташований на південному заході Луганської області в степовій фізико-географічній зоні.
Межує на півночі з Кремінським районом, на сході — з Новоайдарським і Слов'яносербським районами, на південному сході — з Перевальським районом, Первомайською, Стахановською і Кіровською міськрадами, на півночі і на заході — із Донецькою областю.
Район має два ексклави:
- частина території Мирнодолинської селищної ради (без населених пунктів) — на півночі, між Лисичанськом та Сєвєродонецьком
- Чорнухинська селищна рада (смт Чорнухине і селища Круглик та Міус) — на півдні, обмежена територіями Перевальського району (на сході) і Донецької області.

### Корисні копалини
У Попаснянському районі наявні промислові запаси корисних копалин, таких як: біла та червона глина, крейда, гіпс, вапно.
Родовища:
- Березівське фосфоритне родовище,
- Вікторівське родовище керамзитової сировини,
- Троїцьке родовище пісковику,
- Білогорівське родовище крейди,
- Новозванівське родовище керамзитової сировини,
- Попаснянське родовище вогнетривких глин та кварцових пісків,
- Матроське родовище аргілітів.

### Клімат
Клімат району різкоконтинентальний. Літо — посушливе і жарке, із суховіями, зими — відносно холодні і малосніжні. Максимальна температура улітку сягає +40-45 °C, а мінімальна в окремі зими — −36-42 °C
Середня температура:
- найхолоднішого місяця (січня) — −6,8 °C,
- найтеплішого місяця (липня) — +22 °C.

Тривалість вегетаційного періоду становить в середньому 207 днів. Кількість опадів — 410—550 мм на рік, з них 295 мм випадає на місяці з квітня по жовтень.
Сніговий покрив нестійкий через часті відлиги, сягає в середньому 6-11 см. Ґрунт промерзає на глибину 1 м і більше.
Домінуючими вітрами протягом року є східні і південно-східні, які часто спричиняють суховії, заморозки, пильні бурі, що завдають шкоди сільському господарству.

### Гідрологія
На його території розташовані річки:
- Сіверський Донець — займає площу 48,8 га;
- Лугань довжиною 196 км;
- Санжарівка довжиною 20 км;
- Ломоватка довжиною 19 км;
- Комишуваха довжиною 23 км;
- Верхня Біленька довжиною 24 км;
- Нижня Біленька довжиною 20 км.

### Ґрунти
Ґрунтовий покрив Попаснянщини строкатий і різноманітний. На території району налічується понад 170 видів ґрунтів. На схилах ґрунтовий покрив — кам'янистий, хрящуватий, рідше суглинистий. Верхній ґрунтовий шар складають чорноземи, ґрунтоутворювальними породами є важкосуглинисті леси та продукти вивівання мергельно-крейдових та сланцево-піщаних порід. На грядах та схилах поширений дерновий ґрунт. Значна частина ґрунтів страждає від ерозії.

### Флора
На території району зустрічаються рослини, занесені до Червоної книги України:
- астрагал крейдолюбний, Білогорівка;
- бурачок голоногий, звичайний на крейдяних осипах Сіверського Дінця від Ізюму до Лисичанська;
- волошка донецька, Третя Рота;
- гісоп крейдяний, Білогорівка, Нижнє;
- громовик донський, Білогорівка;
- дворядник крейдяний;
- дельфіній Сергія, Дубовий гай, околиці Золотого;
- дрік донський, Білогорівка;
- еспарцет Васильченка Мирна Долина;
- зозулинець болотний, заплава Сіверського Дінця в межах міста Лисичанськ;
- келерія Талієва, ендемік середньої течії Сіверського Дінця, Лисичанськ;
- ковила волосиста, вузьколиста, дніпровська, Залеського, Лессінга, найкрасивіша, пухнастолиста і українська — численні популяції в степу;
- коручка морозникова, Третя Рота;
- льонок крейдовий, Тошківка, Нижнє, Шипилівка;
- пирій ковилолистий;
- півонія тонколиста;
- полин суцільнобілий, Білогорівка, Шипилівка;
- ранник крейдовий, Нижнє;
- рябчик малий;
- сальвінія плаваюча, води Сіверського Дінця;
- сон чорніючий;
- тюльпан дібровний і змієлистий, байрачні ліси;
- шафран сітчастий, звичайна рослина дібров.

### Структура земельного фонду
Загальна земельна площа — 132,475 тис. га у тому числі:
- сільськогосподарські угіддя — 82,9 тис. га, з них:
  - рілля — 51,9 тис. га
- Ліси і інші лісовкриті площі — на 26,1 тис. га[2]

## Історія
У давні часи Попаснянська земля була заселена племенами скіфів і сарматів.
У 1360-ті роки неподалік села Шипилівка розташовувалася літня ставка хана Золотої Орди.
У XVI—XVII століттях селяни-втікачі з інших регіонів України та Росії заснували багато сіл.
У 1750 році на території району почалося будівництво кам'яновугільної залізниці. У 1878 був побудований залізничний вокзал та пішли перші потяги з Попасної до Дебальцевого та на Краматорськ. З 1910 року Попасна перетворилася на значний залізничний вузол.
Утворений 7 березня 1923 як Лисичанський район з центром у Лисичанську в складі Бахмутської округи Донецької губернії з Лисичанської, Кременської і Верхнянської волостей.
30 грудня 1977 центр Лисичанського району перенесений до Попасної, Лисичанський район перейменований на Попаснянський.

### Зміна меж Попаснянського району в 2014—2015 роках
2014 року збільшено межі Попаснянського району через передачу до нього міст, селищ, що підпорядковуються центрам на непідконтрольній території Луганської області.
Затверджена територія Перевальського району загальною площею 722,55 км², Попаснянського району загальною площею 1466,49 км². Збільшено територію Попаснянського району на 141,74 км² земель за рахунок передачі до його складу:
- з Перевальського району передано
  - 84,30 км² земель, що знаходилися у віданні Чорнухинської селищної ради (в тому числі території селища міського типу Чорнухине, селища Круглик, селища Міус),
- з Первомайської міської ради передано
  - 13,24 км² земель — Гірської міської ради (в тому числі територію міста Гірське),
  - 24,91 км² земель — Золотівської міської ради (в тому числі територію міста Золоте),
  - 9,71 км² земель — Нижненської селищної ради (в тому числі територію селища міського типу Нижнє),
  - 9,13 км² земель — Тошківської селищної ради (в тому числі територію селища міського типу Тошківка),
- з Кіровської міської ради передано
  - 0,45 км² земель — Новотошківської селищної ради (в тому числі територію селища міського типу Новотошківське).

11 лютого 2015 року територію району було збільшено ще на 0,51 км² за рахунок передачі до його складу села Жолобок Слов'яносербського району.

## Адміністративний устрій
Адміністративно-територіально район поділяється на 3 міських ради, 11 селищних рад і 3 сільські ради, які об'єднують 43 населених пункти і підпорядковані Попаснянській районній раді. Адміністративний центр — місто Попасна.

### Список рад
Міські ради:
1. Гірська
2. Золотівська
3. Попаснянська

Селищні ради:
1. Білогорівська
2. Вовчоярівська
3. Врубівська
4. Калинівська
5. Комишуваська
6. Малорязанцівська
7. Мирнодолинська
8. Нижненська
9. Новотошківська
10. Тошківська
11. Чорнухинська

Сільські ради:
1. Березівська
2. Голубівська
3. Троїцька

## Населення
Загальна чисельність населення становить 40 620 осіб, в тому числі міське населення — 31 180 осіб, сільське населення — 9440 осіб (у межах 2013 року).
У районі 43 населених пункти: 3 міста, 11 селищ міського типу, 17 сіл і 12 селищ.
Етнічний склад населення району на 2001 рік був представлений так:
- українці — 81,1 %;
- росіяни — 17,5 %;
- білоруси — 0,5 %
- інші національності — 0,9 %[5]

### Мовний склад
За даними перепису 2001 року населення району становило 50 533 особи, з них 64,08 % зазначили рідною українську мову, 35,6 % — російську, а 0,32 % — іншу.
Етномовний склад сільських та міських рад району (рідна мова населення) за переписом 2001 року, %
|                      | українська | російська | білоруська | вірменська |
| Попаснянський район  | 64,1       | 35,6      | 0,1        | 0,1        |
| -------------------- | ---------- | --------- | ---------- | ---------- |
| м. Попасна           | 49,4       | 50,3      | 0,1        | 0,1        |
| смт Білогорівка      | 87,7       | 11,4      | 0,4        |            |
| смт Вовчоярівка      | 89,2       | 10,8      | 0,1        |            |
| смт Врубівка         | 85,5       | 14,0      | 0,1        |            |
| смт Калинове         | 81,0       | 18,5      | 0,2        | 0,1        |
| смт Комишуваха       | 83,2       | 16,7      | 0,1        |            |
| смт Малорязанцеве    | 74,1       | 25,7      | 0,2        |            |
| смт Мирна Долина     | 83,3       | 16,7      |            |            |
| Березівська сільрада | 64,9       | 34,8      | 0,2        |            |
| Голубівська сільрада | 77,2       | 22,6      | 0,1        |            |
| Троїцька сільрада    | 85,1       | 14,8      | 0,1        |            |

## Економіка
У 2010 році в районі випущено товарної продукції в порівняльних цінах на 585 828,6 тис. грн., в тому числі:
- промисловість — 540 974,2 тис. грн.;
- сільське господарство — 44 881,4 тис. грн.

### Промисловість
Найбільшу питому вагу у промисловому виробництві району має машинобудування та металообробка — 95,5 % (Попаснянський вагоноремонтний завод).

#### Основні підприємства та продукція
- Попаснянський вагоноремонтний завод — ремонт вагонів, виробництво комплектуючих для ремонту рухомого складу, будівництво нових напіввагонів
- ТОВ «ПСЗ» (колишній Попаснянський скляний завод) — виробництво посуду та інших виробів зі скла (зачинено)
- Попаснянський хлібокомбінат — Виробництво хлібо-булочних виробів
- Міський молочно-виробничий комбінат — виробництво молока, кисломолочних виробів, сиру (зачинено)
- Попаснянська швейна фабрика «Елегант» — пошив одягу (зачинено)
- Міська друкарня — виробництво бланків та інших виробів з паперу та картону (зачинено)

### Сільське господарство
Станом на 2010 рік в районі працювало 52 сільськогосподарських підприємства, які виробили наступну сільськогосподарську продукцію:
Зернові — 32,5 тис. тонн;
Соняшник — 7,7 тис. тонн;
Картопля — 26 тис. тонн;
М'ясо — 0,8 тис. тонн;
Молоко — 4,9 тис. тонн;
Яйце — 65,5 млн шт.

### Зовнішньоекономічна діяльність
У 2010 році зовнішньоторгівельний оборот склав 525 тис. доларів США, в тому числі:
- експорт — 85 тис. дол.;
- імпорт — 440 тис. дол.

Головним споживачем експортної продукції є Російська Федерація.

### Транспорт
На території міста Попасна розташований залізничний вузол та вантажно-пасажирська станція «Попасна», вагонне депо, локомотивне депо.
Районом проходить низка важливих автошляхів, серед них E40М03 та E50М04, також 9 доріг обласного значення.
Транспортна мережа загального користування складається з:
- автомобільних доріг місцевого значення — 242,2 км, у тому числі:
  - із твердим покриттям — 132,8 км,
  - ґрунтових — 109,4 км;
- кількість мостів та шляхопроводів — 33.

## Освіта
У Попаснянському районі діє 7 дошкільних закладів, 23 школи, 1 професійно-технічний навчальний заклад.

## Культура і спорт
У районі діє 19 закладів клубного типу, 21 бібліотека, 1 школа естетичного виховання, районний краєзнавчий музей.
На території району розташовані 2 стадіони, 1 районна ДЮСШ, 16 спортивних залів, 3З спортивних майданчика, 13 футбольних полів, 9 стрілецьких тирів.

## Охорона здоров'я
Медичне обслуговування у районі здійснює мережа лікувально-профілактичних закладів, що входять до складу центральної районної лікарні, вузлова залізнична лікарня, Калинівська дільнича лікарня, районна і лінійна санепідемстанції.
Амбулаторно-поліклінічну допомогу надають 9 лікувально-профілактичних установ і 20 фельдшерсько-акушерських пунктів.

## Релігійні установи
На території Попаснянського району діють 15 релігійних об'єднань, 5 конфесій та течій.

## Природно-заповідний фонд
У Попаснянському районі розташовані 11 об'єктів природно-заповідного фонду загальною площею 1 581,5 га.
1. Борсуча балка — ландшафтний заказник
2. Мар'їн стрімчак — геологічна пам'ятка природи
3. Шамраєва дача — заповідне урочище
4. Дубовий гай — ботанічна пам'ятка природи
5. Золотовське джерело — гідрологічна пам'ятка природи
6. Марфина могила — геологічна пам'ятка природи
7. Новозванівський — ландшафтний заказник
8. Горіховське джерело — гідрологічна пам'ятка природи
9. Балка Рідкодуб — ентомологічний заказник
10. Райолександрівське джерело — гідрологічна пам'ятка природи
11. Джерело Гірське — гідрологічна пам'ятка природи
12. Білогорівський — лісовий заказник
13. Золотарівський — лісовий заказник

## Персоналії
- Болгарєв Павло Тимофійович — (10 серпня 1899, Нижнє — 21 жовтня 2002, Сімферополь) — український радянський вчений в галузі виноградарства, Заслужений діяч науки УРСР
- Бурлаков Сергій Романович — (21 червня 1938, Білогорівка) — український поет
- Гончаренко Валерій Васильович — (23 квітня 1942, смт. Мирна Долина — 9 червня 2000, Кропивницький, Україна) — український поет
- Грицютенко Іван Єфремович — 26 жовтня (8 листопада) 1914, с. Золотарівка — 17 липня 1995, Львів) — український мовознавець, доктор філологічних наук, професор
- Поляков Олексій Іванович — (24 серпня 1943, смт Калинове) — український художник-пейзажист, народний художник України
- Савельєв Олег Миколайович (12 квітня 1928, Попасна — 1999) — лікар-гігієніст, доктор медичних наук, професор Буковинського медичного університету